# V1327 Геркулеса
V1327 Геркулеса (лат. V1327 Herculis) — двойная затменная переменная звезда типа W Большой Медведицы (EW) в созвездии Геркулеса на расстоянии приблизительно 4459 световых лет (около 1367 парсек) от Солнца. Видимая звёздная величина звезды — от +13,15m до +12,74m. Орбитальный период — около 0,6601 суток (15,842 часа).
Открыта проектом ROTSE-1 в 2000 году*.

## Характеристики
Первый компонент — жёлто-белая звезда спектрального класса F. Радиус — около 2,57 солнечного, светимость — около 10,831 солнечной. Эффективная температура — около 7097 K.
Второй компонент — жёлтая звезда спектрального класса G. Эффективная температура — около 5900 K.